# Bizen, Okayama
Bizen  (japanska: 備前市 ?, Bizen-shi) är en stad i Okayama prefektur i Japan. Staden fick stadsrättigheter 1971.